# James M. Beck

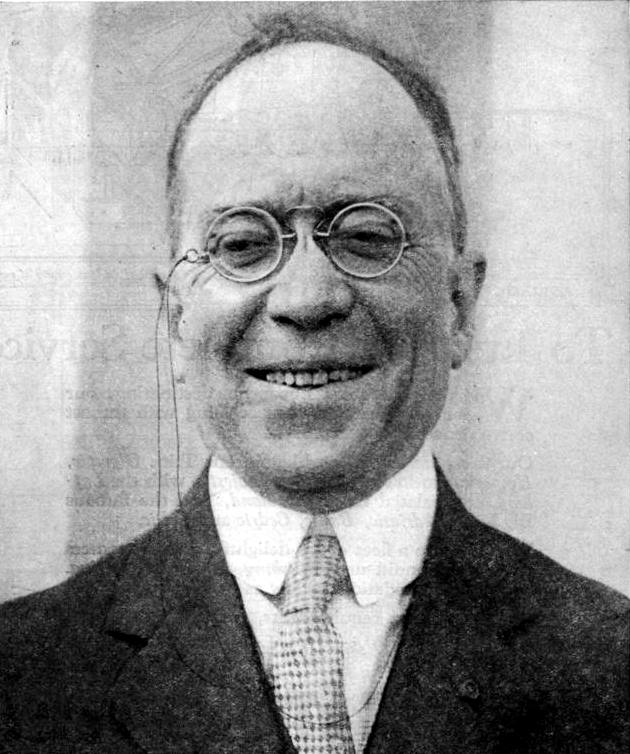
James M. Beck

James Montgomery Beck (* 9. Juli 1861 in Philadelphia, Pennsylvania; † 12. April 1936 in Washington, D.C.) war ein US-amerikanischer Politiker, Jurist und United States Solicitor General.

## Biografie
Nach dem Besuch des Moravian College in Bethlehem 1880 erhielt er 1884 die Zulassung als Rechtsanwalt im Bundesstaat Pennsylvania und war anschließend von 1885 bis 1898 Partner der Anwaltskanzlei Harrity & Beck. Beck war zunächst Mitglied der Demokratischen Partei. Er wurde 1888 zum Assistenten des Bezirksstaatsanwalts für den Ost-Bezirk von Pennsylvania berufen und hatte dieses Amt bis 1892 inne. Zwischen 1896 und 1900 war er selbst als Nachfolger von Ellery P. Ingham Bundesstaatsanwalt für diesen Distrikt (Eastern District of Pennsylvania).
Nach seinem Eintritt in die Republikanische Partei 1900 wurde er Mitarbeiter im Justizministerium der Vereinigten Staaten und war dort bis 1903 Assistent des Attorney General. Nach seinem Ausscheiden aus dem Regierungsdienst trat er als Rechtsanwalt in die Kanzlei Shearman & Sterlin ein, eine Großkanzlei mit heute mehr als 1000 Anwälten und Sitz in New York City.
Im Juni 1921 wurde James M. Beck von US-Präsident Warren G. Harding zum Solicitor General berufen. Er bekleidete das dritthöchste Amt im US-Justizministerium bis zum Juni 1925. Während dieser Zeit erschien sein Porträt als Titelgeschichte des Nachrichtenmagazins Time am 5. Mai 1923. Darüber hinaus veröffentlichte er 1924 ein Fachbuch zur Verfassung der Vereinigten Staaten mit dem Titel The Constitution of the United States.
1927 wurde er als Vertreter der Republikaner zum Mitglied des US-Repräsentantenhauses gewählt und vertrat dort vom 8. November 1927 bis zu seinem Rücktritt am 30. September 1934 den 1. beziehungsweise zuletzt den 2. Wahlbezirk des Bundesstaates Pennsylvania. Seit 1926 war er gewähltes Mitglied der American Philosophical Society.